# Cerdistus melanomerus
Cerdistus melanomerus là một loài ruồi trong họ Asilidae. Cerdistus melanomerus được Tsacas miêu tả năm 1964. Loài này phân bố ở vùng Cổ Bắc giới.